# Agere Systems
«  Agere » redirige ici. Pour les articles homophones, voir Ager, Agerre et Agger.
AGERE est le nom de la société née de la scission (en 2002) des activités de semi-conducteurs de Lucent Technologies. Elle a été rachetée en 2007 par LSI Logic et ses activités intégrées à celles de LSI.